# Nehemías 4

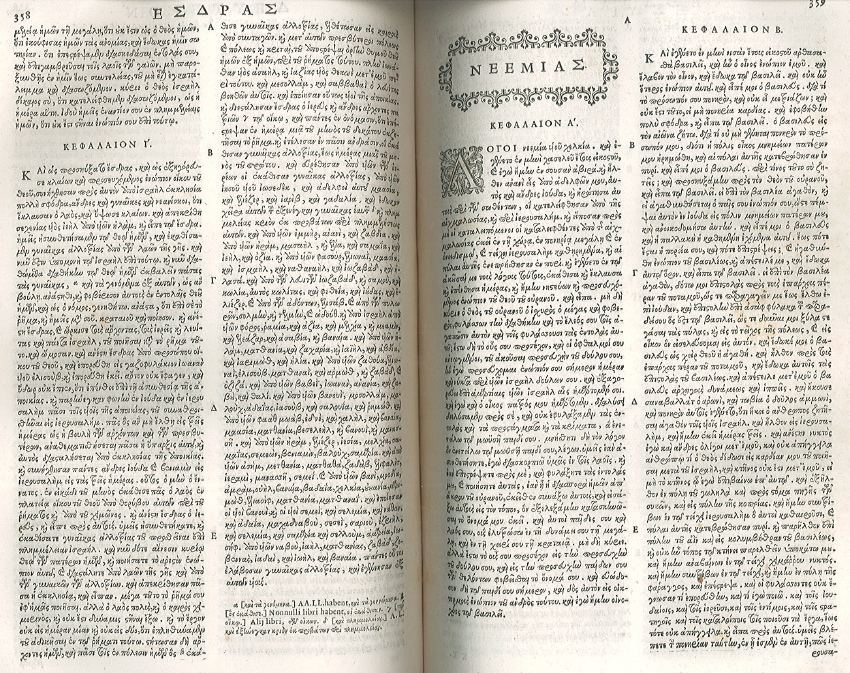
Libro de Nehemías en la Septuaginta romana (sixtina) (1587).

Nehemías 4 es el cuarto capítulo del Libro de Nehemías del Antiguo Testamento de la Biblia cristiana, o el capítulo 11 del libro de Esdras-Nehemías en la Biblia hebrea, que trata el libro de Esdras y el libro de Nehemías como un solo libro. La tradición judía afirma que Esdras es el autor de Esdras-Nehemías, así como del Libros de las Crónicas, pero los eruditos modernos generalmente aceptan que un compilador del siglo V a. C. (el llamado «Cronista») es el autor final de estos libros. Este capítulo relata cómo los judíos tuvieron que militarizar la construcción del muro debido a la constante amenaza de sus enemigos.

## Texto
El texto original de este capítulo está en Hebreo. En las biblias españolas, este capítulo se divide en 23 Versículos, pero en los textos hebreos 4:1-6 se numera 3:33-38, y 4:7-23 se numera 4:1-17.

### Testigos textuales
Algunos de los primeros manuscritos que contienen el texto de este capítulo en Hebreo son del Texto Masorético, entre los que se incluye el Codex Leningradensis (1008).
También existe una traducción al griego koiné conocida como Septuaginta, realizada en los últimos siglos a. C.. Los manuscritos antiguos existentes de la versión Septuaginta incluyen el Codex Vaticanus (B; {\displaystyle {\mathfrak {G}}}B; siglo IV), el Codex Sinaiticus (S; BHK: {\displaystyle {\mathfrak {G}}}S; siglo IV), y Codex Alexandrinus (A; {\displaystyle {\mathfrak {G}}}A; siglo V).

## Desprecio (4:1-3)
Cuando la restauración de los muros de Jerusalén estaba avanzada, Sanbalat y sus aliados intensificaron los ataques más allá del escarnio mencionado por primera vez en Nehemiah 2:19..

### Versículo 1
Pero sucedió que cuando Sanbalat oyó que habíamos construido el muro, se enojó y se indignó mucho, y se burló de los judíos. 
Al descubrir 'el designio sistemático de refortificar Jerusalén', la facción Samaritana representada por Sanbalat mostró su amarga animadversión hacia los judíos y al amontonar burlas e insultos, así como toda clase de palabras despectivas, aumentaron sus sentimientos de odio y desprecio. 

### Versículo 3
Tobías el amonita estaba junto a él, y dijo: «Todo lo que construyan, si una zorra sube a él, derribará su muro de piedra.
El lenguaje sobre un zorro en la pared es «molesto». Algunos escritores véase el término como una referencia a un arma de asedio. H. G. M. Williamson lo véase como una referencia sarcástica a un pequeño animal capaz de destrozar lo que los judíos están juntando.

## Respuesta de Nehemías al ataque (4:4-6)
Negándose a participar en una guerra de palabras o acciones de represalia, Nehemías oró a Dios, y luego se puso a trabajar.

### Versículo 6
Edificamos, pues, el muro, y todo el muro fue unido hasta la mitad, porque el pueblo estaba dispuesto a trabajar.
- «Todo el muro se unió hasta la mitad»: es decir, 'toda la línea continua del muro se completó hasta la mitad de la altura contemplada'.[19]

## Obstáculos (4:7-23)

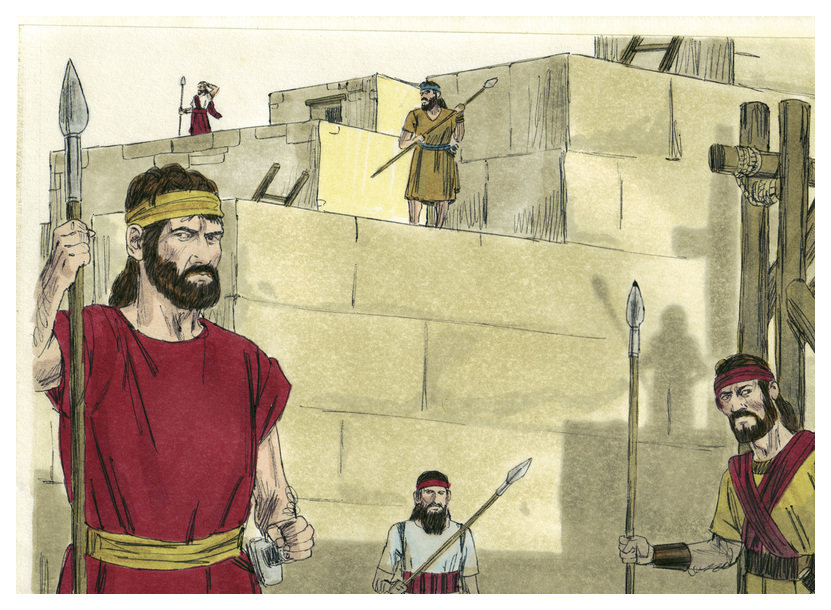
Militarizando la construcción del muro. Ilustración del Libro de Nehemías Capítulo 4. Ilustraciones bíblicas de Jim Padgett

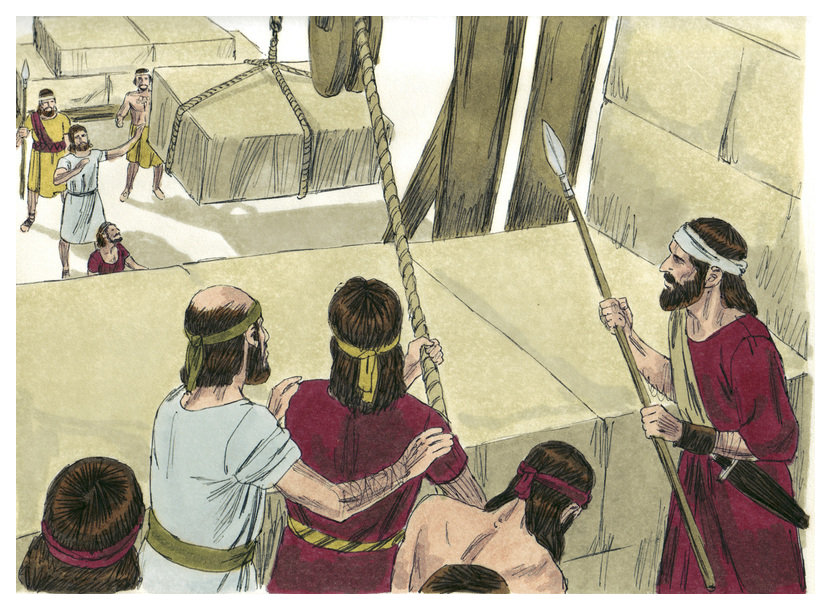
Preparados para enfrentarse a los enemigos. Ilustración del Libro de Nehemías Capítulo 4. Ilustraciones bíblicas por Jim Padgett

Con cada paso adelante, Nehemías se enfrentaba a nuevos obstáculos para completar el muro, pero perseveró con oración y trabajo duro. En esta sección describió el complot (versículos 7-Nehemiah 4:9), el desaliento (Nehemiah 4:10), las amenazas y los rumores (Nehemiah 4: 11-12) en su contra, pero luego encontró su determinación (Nehemiah 4:13-15) y ejecutó su plan de contingencia (Nehemiah 4:16-23). 

### Versículos 7-8
7 Pero sucedió que cuando Sanbalat, Tobías, los árabes, los amonitas y los asdoditas oyeron que los muros de Jerusalén habían sido reconstruidos, y que las brechas comenzaban a ser cerradas, se enojaron mucho.
8 Y conspiraron todos juntos para venir y pelear contra Jerusalén, e impedirla. 
Los judíos estaban completamente rodeados por los enemigos: los samaritanos (Sanbalat) en el norte, los amonitas (Tobías) en el este, los árabes (Gesem) en el sur y los asdoditas en el este.

## Lecturas complementarias
- Blenkinsopp, Joseph, "Ezra-Nehemiah: A Commentary" (Eerdmans, 1988)
- Blenkinsopp, Joseph, "Judaism, the first phase" (Eerdmans, 2009)
- Coggins, R.J., "The Books of Ezra and Nehemiah" (Cambridge University Press, 1976)
- Ecker, Ronald L., "Ezra and Nehemiah", Ecker's Biblical Web Pages, 2007.
- Grabbe, L.L., "Ezra-Nehemiah" (Routledge, 1998)
- Grabbe, L.L., "A history of the Jews and Judaism in the Second Temple Period, Volume 1" (T&T Clark, 2004)
- Throntveit, Mark A. (1992) "Ezra-Nehemiah". John Knox Press